# Фінанс (футбольний клуб)
Фінанс (англ. Finance Football Club) — бутанський футбольний клуб, який виступав в А-Дивізіоні, вищому дивізіоні чемпіонату Бутану, але в 2012 році А-Дивізіон змінила Національна ліга Бутану. Домашні матчі проводить на столичному стадіоні «Чанглімітанг».

## Історія
У першому розіграші А-Дивізіону фінішували на третьому місці. По ходу чемпіонату Фінанс зазнав двох поразок, від «Роял Бутан Армі» та «Соушел Сервіс». У сезоні 1986 року команда відзначилася найбільшою кількістю забитих м'ячів — 25. Дані про змагання, які проводилися з 1987 по 1995 рік відсутні, отож невідомо чи виступав Фінанс у вище вказаний період, але після 1995 року за відомою інформацією команда не грала.